# 亞歷山大·戈爾拉赫
亞歷山大·戈尔拉赫（德語：Alexander Görlach，1976年12月28日—）是德國作家、學者、記者及企業家。

## 生平
雖然是土耳其人血統，但因為出生後就遭親身父母拋棄，隨養父而姓德國姓。他以創始和出版辯論雜誌The European而出名，也於2009年到2016年擔任該刊的主編。亞歷克斯現任哈佛大學哈佛學院【衛民主】的附屬教授。 他現任英國劍橋大學藝術、社會科學與人文科學研究中心的研究員，也拿到了語言學博士學位和比較宗教博士學位。亞歷克斯是卡內基國際關係倫理委員會的資深研究員，也是伯格魯恩研究院(Berggruen Institute （页面存档备份，存于）)的資深顧問。他出版網路雜誌www.saveliberaldemocracy.com （页面存档备份，存于），還擔任紐約時報和紐埃蘇黎世報的作家，也為德國商業雜誌Wirtschaftswoche撰寫專欄。